# Salto con gli sci
Il salto con gli sci è uno sport in cui gli atleti muniti di sci ai piedi scendono lungo la rampa di un apposito trampolino al termine del quale spiccano un balzo, cercando di atterrare il più lontano possibile. Oltre alla lunghezza del salto, il risultato finale dipende anche dai punti di stile, assegnati da una giuria, in una scala da 1 a 20 (punteggio massimo).
Nel caso di trampolini molto lunghi, la specialità prende più propriamente il nome di volo con gli sci. Oltre che come disciplina a sé stante, il salto con gli sci è assieme allo sci di fondo una delle due prove che compongono la combinata nordica. Pur essendo generalmente classificato come sport invernale, il salto con gli sci può essere praticato in qualsiasi stagione, anche in assenza di neve.

## Storia

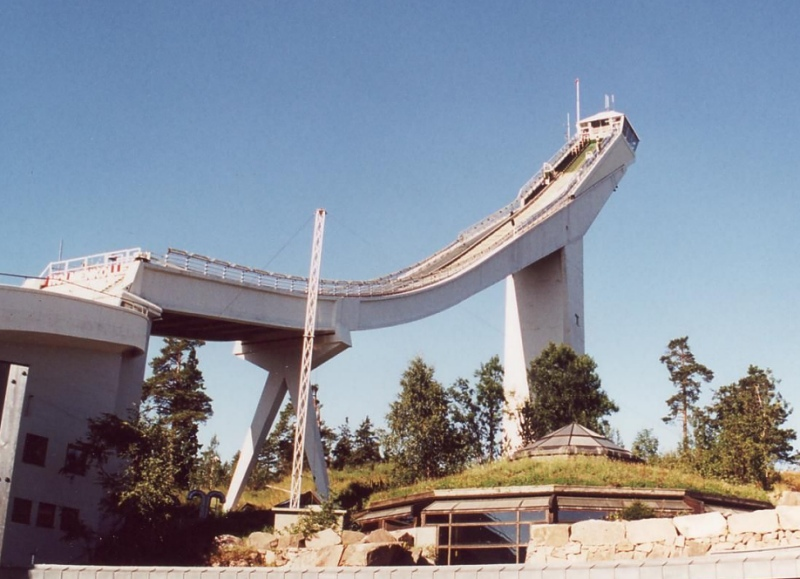
Il trampolino di Holmenkollen a Oslo

Come molti altri sport invernali, il salto con gli sci nacque in Norvegia. I primi salti avvennero attorno alla metà dell'Ottocento a Morgedal, un piccolo villaggio della regione del Telemark noto come "la culla dello sci". La prima gara si svolse a Trysil, nel sud della Norvegia, nel 1862. La prima competizione di un certo richiamo si tenne nel 1879 a Husebybakken, nei pressi di Oslo. Husebybakken ospitò l'evento con cadenza annuale fino al 1891; l'anno successivo la gara venne spostata al trampolino di Holmenkollen, la collina che sovrasta la capitale norvegese, diventato da allora uno dei luoghi sacri del salto con gli sci. La gara di Holmenkollen si svolge ancora oggi ogni anno in febbraio o marzo, e attira decine di migliaia di spettatori dalla Norvegia e dall'estero.
Al di fuori della Norvegia, il salto con gli sci si è diffuso principalmente in Austria, Finlandia, Germania, Giappone, Slovenia e Polonia. Tradizionalmente i saltatori di questi cinque paesi dominano le competizioni internazionali. Occasionalmente sono riusciti ad emergere anche atleti provenienti dalla Svizzera e dall'Europa orientale.
Il salto con gli sci è uno sport olimpico fin dai I Giochi olimpici invernali del 1924. Contemporaneamente vennero istituiti i Mondiali di sci nordico, nel cui programma figurano gare di salto con gli sci, sci di fondo e combinata nordica. Attualmente i campionati del mondo vengono disputati ogni due anni, negli anni dispari. Sia alle Olimpiadi che ai Mondiali, vengono assegnati tre titoli: individuale dal trampolino corto, individuale dal trampolino lungo, a squadre dal trampolino lungo.

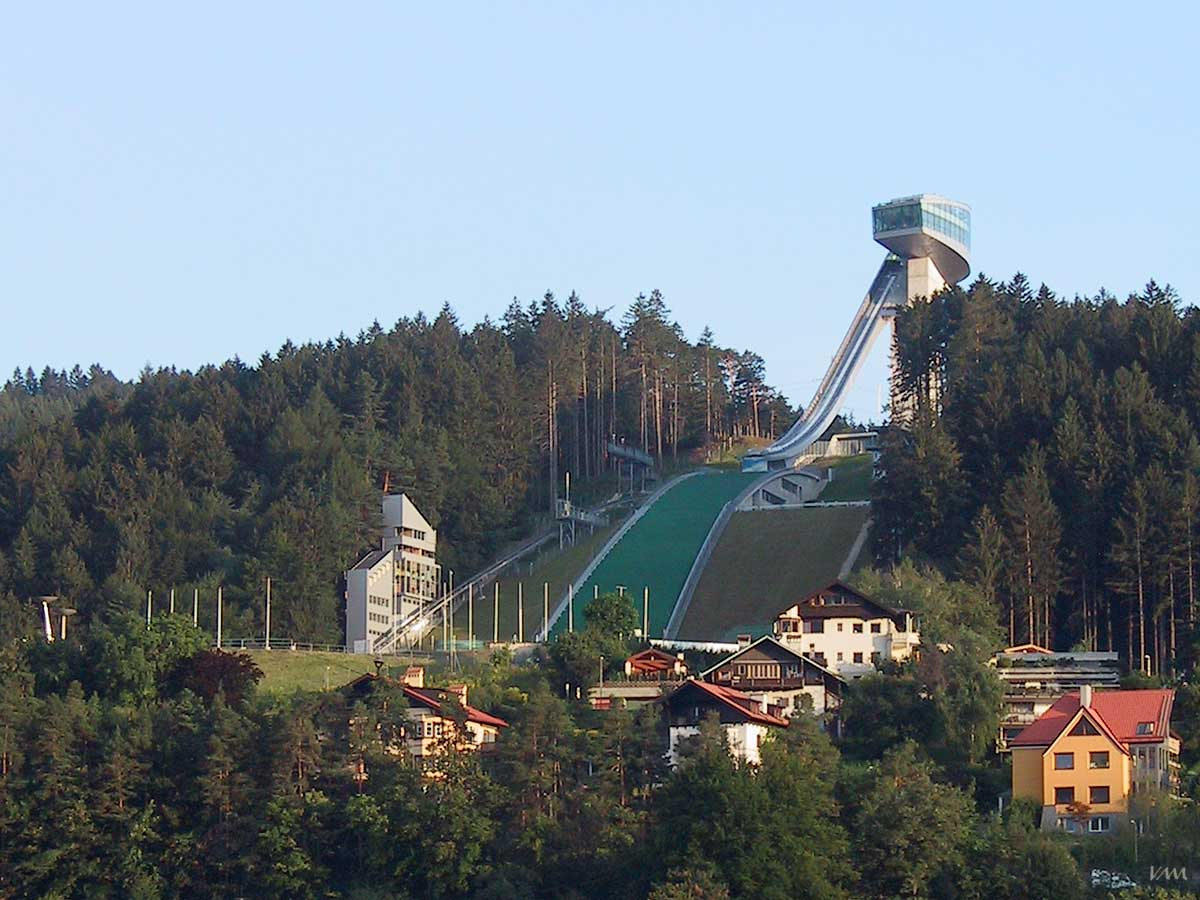
Uno dei "quattro trampolini": il Bergisel a Innsbruck

Nel 1952 prese il via la Tournée dei quattro trampolini, ritenuta la più prestigiosa competizione della specialità dopo i Giochi olimpici e la Coppa del Mondo. Sono quattro gare che si disputano annualmente tra la fine di dicembre e l'inizio di gennaio prima in Germania, sui trampolini di Oberstdorf e Garmisch-Partenkirchen, poi in Austria, a Innsbruck e a Bischofshofen. Alla fine delle quattro gare, il saltatore con il punteggio complessivo più alto vince la tournée.
Dal 1972 esiste anche il Mondiale di volo con gli sci, che si disputa in una singola gara ogni due anni, negli anni pari.
Nel 1991 viene istituita la Coppa Continentale di salto con gli sci, circuito di gare di secondo livello alle spalle della Coppa del Mondo. Dal 1994 viene organizzato anche il Grand Prix, un circuito estivo di gare di salto con gli sci, rese possibili dai materiali sintetici che consentono lo scivolamento degli atleti come sulla neve. Le competizioni si svolgono sugli stessi trampolini utilizzati nelle gare della Coppa del Mondo invernale.
Nel 1997 è stato istituito il Nordic Tournament, l'equivalente nordico della Tournée dei quattro trampolini. Il torneo è composto dalle quattro gare di Coppa del Mondo che si disputano a fine stagione in Finlandia e Norvegia. 
A livello agonistico, il salto con gli sci è stato uno sport riservato unicamente agli uomini fino al 1998, anno in cui si è svolta la prima gara femminile riconosciuta dalla Federazione Internazionale Sci (FIS). Nel 2004 è stato organizzato il primo circuito internazionale di gare femminili, con l'apertura alle atlete della Coppa Continentale, che è rimasta la competizione di massimo livello fino al 2012, anno in cui nacque la Coppa del Mondo femminile.
Il salto con gli sci femminile è stato escluso dal programma olimpico fino al 2014. La prima competizione olimpica femminile si è svolta ai XXII Giochi olimpici invernali di Soči.

## Tecnica e principi

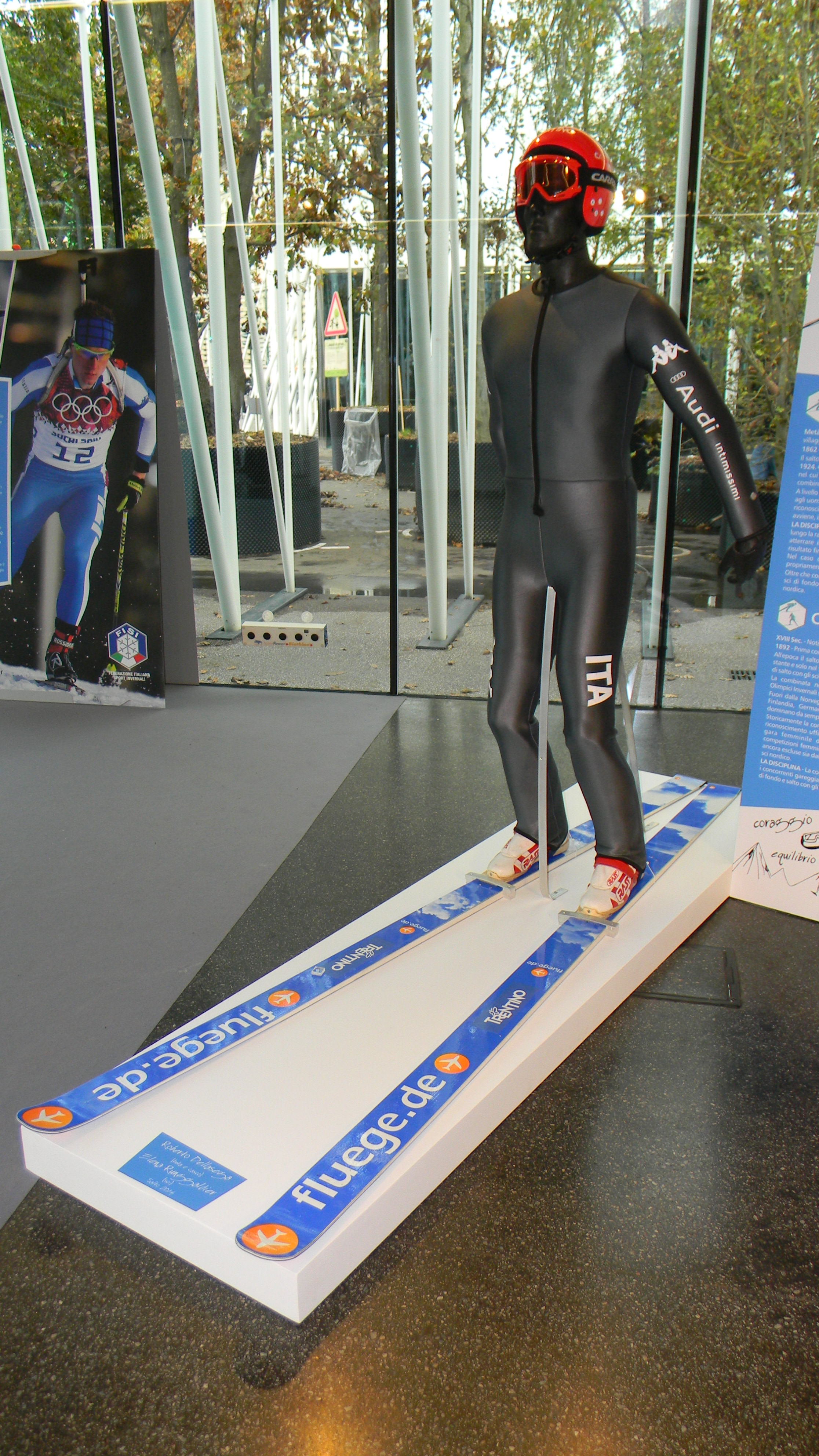
Attrezzatura per il salto con gli sci esposta a Milano nel 2014.

Il salto con gli sci è uno sport complesso ed impegnativo, che richiede all'atleta praticante doti quali forza fisica, coordinazione nei movimenti, equilibrio e leggerezza. Il "terreno di gara" è il trampolino, che presenta un'altezza e un'inclinazione variabili, e che può essere innevato o rivestito di ceramica (sulla rampa) e di fibre plastiche (nella zona di atterraggio) atti a garantire lo scivolamento e ad attutire il contatto col suolo.

### Abbigliamento ed attrezzatura
L'attrezzatura e l'abbigliamento di gara devono rispettare alcuni parametri fissati dal regolamento, atti a impedire abusi finalizzati al miglioramento dell'aerodinamica e/o disfunzioni che possono condurre a incidenti. Ai sensi delle regole in vigore nel 2016, l'attrezzatura consiste di:
- sci: il modello in uso per il salto presenta una notevole larghezza e lunghezza. Quest'ultima viene fissata in base all'altezza dell'atleta, ma non può eccedere il 145% di essa. Essa viene decurtata se l'indice di massa corporea dell'atleta è troppo basso (-0.5% per ogni 0,125 punti di indice). Gli attacchi lasciano il tallone dello scarpone parzialmente libero di staccarsi dallo sci stesso, e sono posizionati in modo tale che la parte anteriore dello sci risulti più lunga di quella posteriore (con un rapporto generalmente pari a 57%-43% della lunghezza della tavola).
- scarponi: dotati di una sezione frontale flessibile che consente di protendere il corpo in avanti in fase di volo, devono avere una suola non più spessa di 45 mm.
- casco: la distanza tra la calotta esterna e la testa dell'atleta non deve superare i 7 cm; inoltre la superficie esterna deve essere liscia, e sono vietate le protezioni frontali e/o le lenti incorporate.
- occhiali protettivi
- guanti: realizzati in materiale sintetico, devono coprire tutta la mano e rispettarne le dimensioni. Lo spessore del tessuto non deve eccedere i 5 mm.
- tuta: realizzata con cinque strati di materiali sintetici, deve presentare uno spessore compreso tra i 4 e i 5 mm, una permeabilità all'aria di 40 litri per m² al secondo; non può essere più larga di 2 cm della circonferenza corporea, né essere troppo aderente. In fase di salto, deve essere completamente chiusa e fissata a piedi con appositi lacci.
- sottotuta: non può essere più spesso di 3 mm e deve avere una permeabilità all'aria superiore a 60 litri per m² al secondo.
- pettorale: riportante il numero di gara, presenta una permeabilità all'aria di 40 litri per m² al secondo. In circostanze di gara, un atleta non può saltare - nemmeno in allenamento - senza indossare il pettorale.

### Fasi di un salto

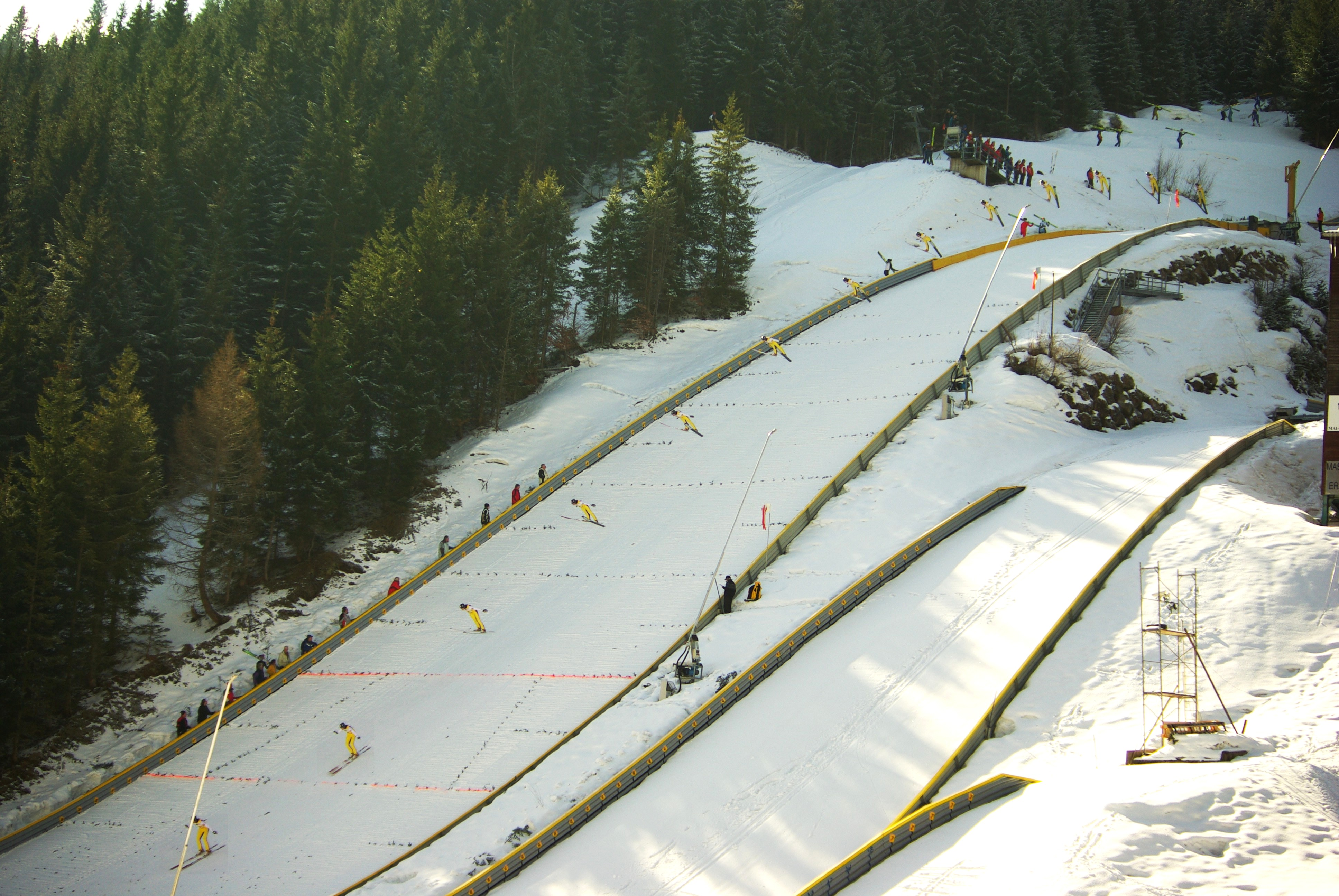
Immagine stroboscopica che mette in evidenza le varie fasi di un salto.

Un salto dal trampolino si suddivide essenzialmente in quattro fasi:
- Fase di slancio: il saltatore parte da fermo, seduto su una barra trasversale che sovrasta la rampa di lancio. La rettilineità del moto è garantita da due "binari" paralleli in cui scorrono gli sci; in corsa, l'atleta assume una posizione accosciata, con il torso proteso in avanti e le braccia dritte lungo i fianchi. Scopo di questa fase è raggiungere la massima velocità possibile per effettuare il decollo.
- Fase di stacco: giunto al termine della rampa, lo sciatore distende gambe e torso in avanti, dandosi una spinta verso l'alto. Fondamentale in questa fase è la perfetta scelta dei tempi e delle forze: non essendoci alcuno "scalino" a fine rampa per propiziare il decollo, uno stacco troppo anticipato o ritardato e/o con un'eccessiva o carente impressione di forza può determinare il fallimento dell'intero esercizio.
- Fase di volo: il saltatore, ormai distaccatosi dalla rampa, assume la posizione di volo protendendo il corpo in avanti in posizione centrale.
- Fase di atterraggio: avvicinandosi al suolo l'atleta assume una posizione eretta e tocca il suolo assumendo la posizione nota come telemark. Quindi continua a scivolare fino alla fine della pista e frena intraversando gli sci.

### Tecniche di volo

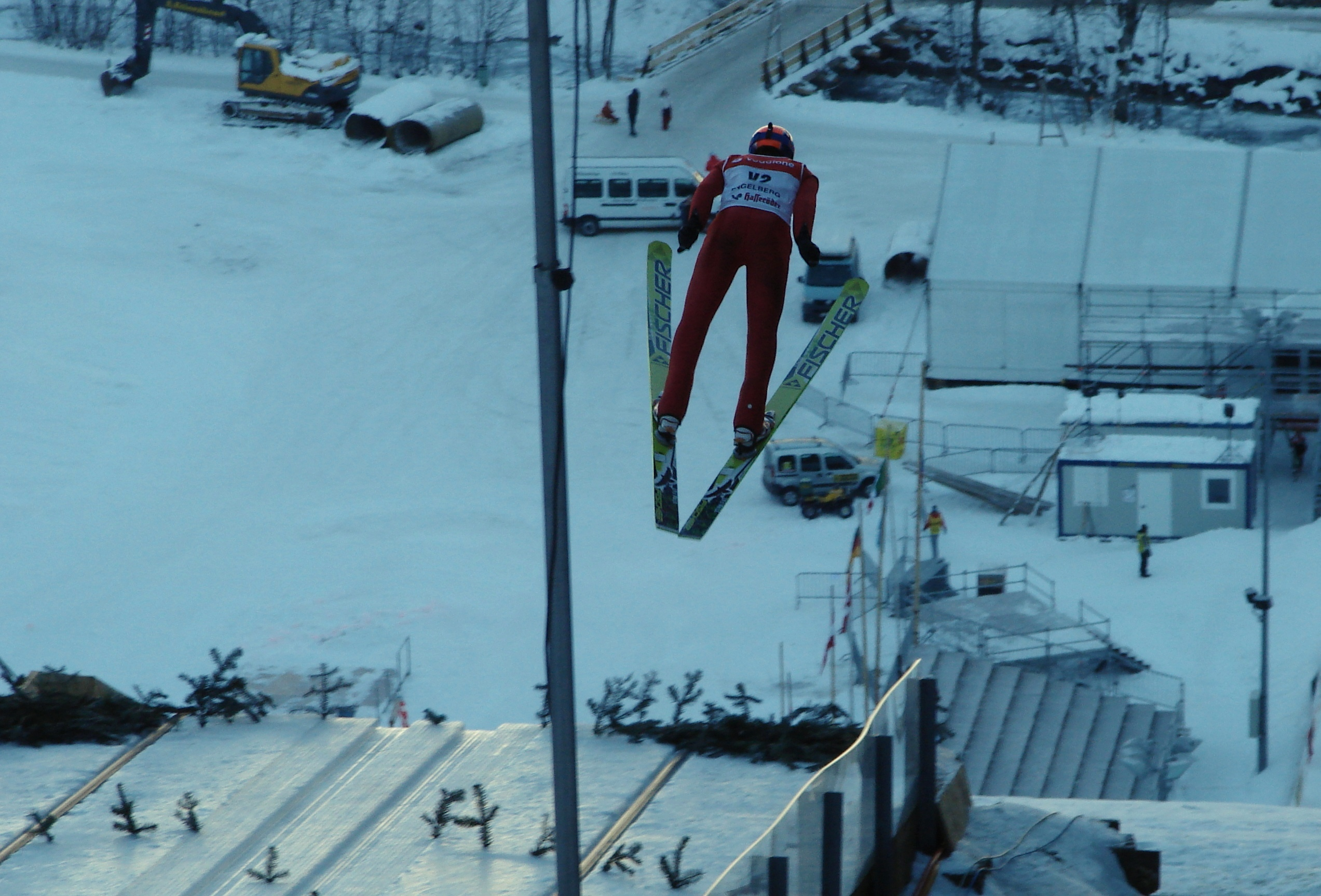
Un saltatore in fase di volo: la "tecnica a V" è dagli anni 1990 lo standard della disciplina ad alti livelli.

La tecnica di volo nel salto con gli sci si è molto evoluta nel corso degli anni. La prima tecnica fu messa a punto in Norvegia: denominata tecnica Kongsberg, divenne popolare a seguito dei successi di Jacob Tullin Thams e Sigmund Ruud (entrambi campioni del mondo negli anni 1920). In essa, l'atleta teneva il torso e le braccia protese in avanti e gli sci paralleli. Tale tecnica permise di realizzare finanche salti di oltre 100 m.
Negli anni 1950 si affermarono la tecnica Däscher e la tecnica Windisch, dal nome del saltatore svizzero Andreas Däscher e del tedesco Erich Windisch, che introdussero la posizione delle braccia rivolte all'indietro.
La vera rivoluzione si ebbe però a partire dal 1960, allorché il polacco Mirosław Graf creò la tecnica a V, divaricando le punte degli sci e ravvicinando le code. Tale tecnica, inizialmente osteggiata dai giudici di gara, fu consacrata dal 1980 dai successi di Jan Boklöv e Jiří Malec. Dagli anni 1990 la posizione a V, che aumenta la portanza generata dagli sci del 28% e incrementa la lunghezza del balzo del 10% rispetto agli sci paralleli, è divenuta lo standard del salto con gli sci.

### Fattori esterni che influenzano il volo
- La direzione e la velocità del vento influenza molto la lunghezza e la qualità dei salti.
- La barra di partenza, ove gli atleti si siedono prima di partire, può essere posizionata ad altezze variabili (stabilite dai vari allenatori). In genere, più la barra è posta in alto, più si acquisirà velocità in fase di lancio: non necessariamente però una grande velocità di rincorsa genererà un salto "di valore". Un saltatore dotato di grande potenza in fase di stacco potrà partire più in basso, non necessitando di una grande velocità di rincorsa, che sarà invece più importante per un atleta più "debole".

### Valutazione di un salto
Le competizioni si articolano su due manche, in ciascuna delle quali l'atleta ha a disposizione un salto. La giuria assegna i punteggi e stila le classifiche basandosi su:
- lunghezza del salto
- accuratezza stilistica

#### Conteggio dei punti per la lunghezza del salto
La linea che demarca il limite della zona di atterraggio prende il nome di punto K (K-point in inglese). Le competizioni assumono il nome dalla distanza tra il punto di stacco e il punto K: una gara K-90 prevede un punto K a 90 m dal "dente" del trampolino, una gara K-120 a 120 m e così via. Lo sciatore guadagna 60 punti se atterra in corrispondenza del punto K, che vengono incrementati o decrementati se il contatto col suolo avviene più avanti o più indietro (nello specifico di 3,6 punti al metro per il K-35, 2 punti per il K-90 e 1,8 per il K-120).

#### Conteggio dei punti per lo stile del salto
Cinque giudici piazzati a bordo pista valutano i salti in una scala che va da 0 a 20 punti. Il giudizio migliore e quello peggiore sono scorporati dal totale, che viene sommato ai punti per la lunghezza del balzo.
Vengono comminate deduzioni al punteggio in caso di:
- posizione di volo incerta, movimenti errati (-1 punto)
- atterraggio troppo duro, telemark mal eseguito o assente (-3)
- cadute o barcollamenti in fase di frenata (fino a -7)

### Peso corporeo
Per scongiurare la tendenza propria di alcuni atleti a perdere molto peso (talora esagerando) per essere più aerodinamici, è stato imposto un limite minimo di indice di massa corporea. Gli atleti che lo sforano devono usare sci più corti.

## Tecnica di allenamento
Negli allenamenti, oltre alle prove di salto, la preparazione comprende esercizi da svolgere al di fuori del trampolino, i quali sono tendenzialmente finalizzati allo sviluppo dell'equilibrio e della forza esplosiva (vale a dire da sprigionare in pochi attimi) dell'atleta, con particolare riguardo nei confronti del potenziamento di busto e gambe.
Tra gli esercizi praticati vi sono anche simulazioni "a scala ridotta" delle varie fasi di un salto, eseguite al di fuori del trampolino. A tale riguardo si riporta a titolo di esempio una sequenza fotografica, ritraente l'italiana Simona Senoner intenta in nell'esecuzione di tale esercizio.

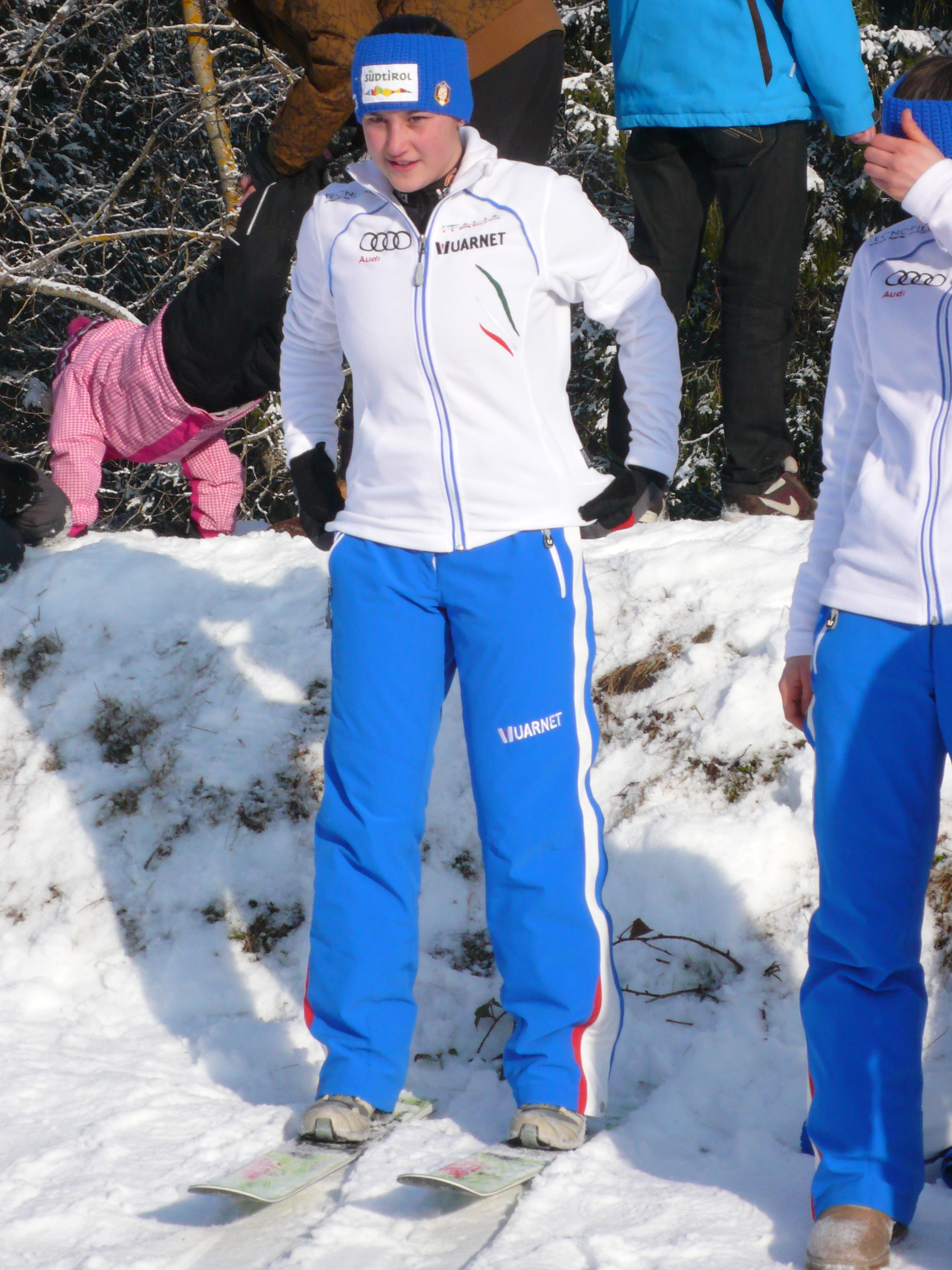
Fase 1 - Partenza. L'atleta si trova sopra un terreno in lieve pendenza, con i piedi appoggiati sugli sci, senza aggancio.
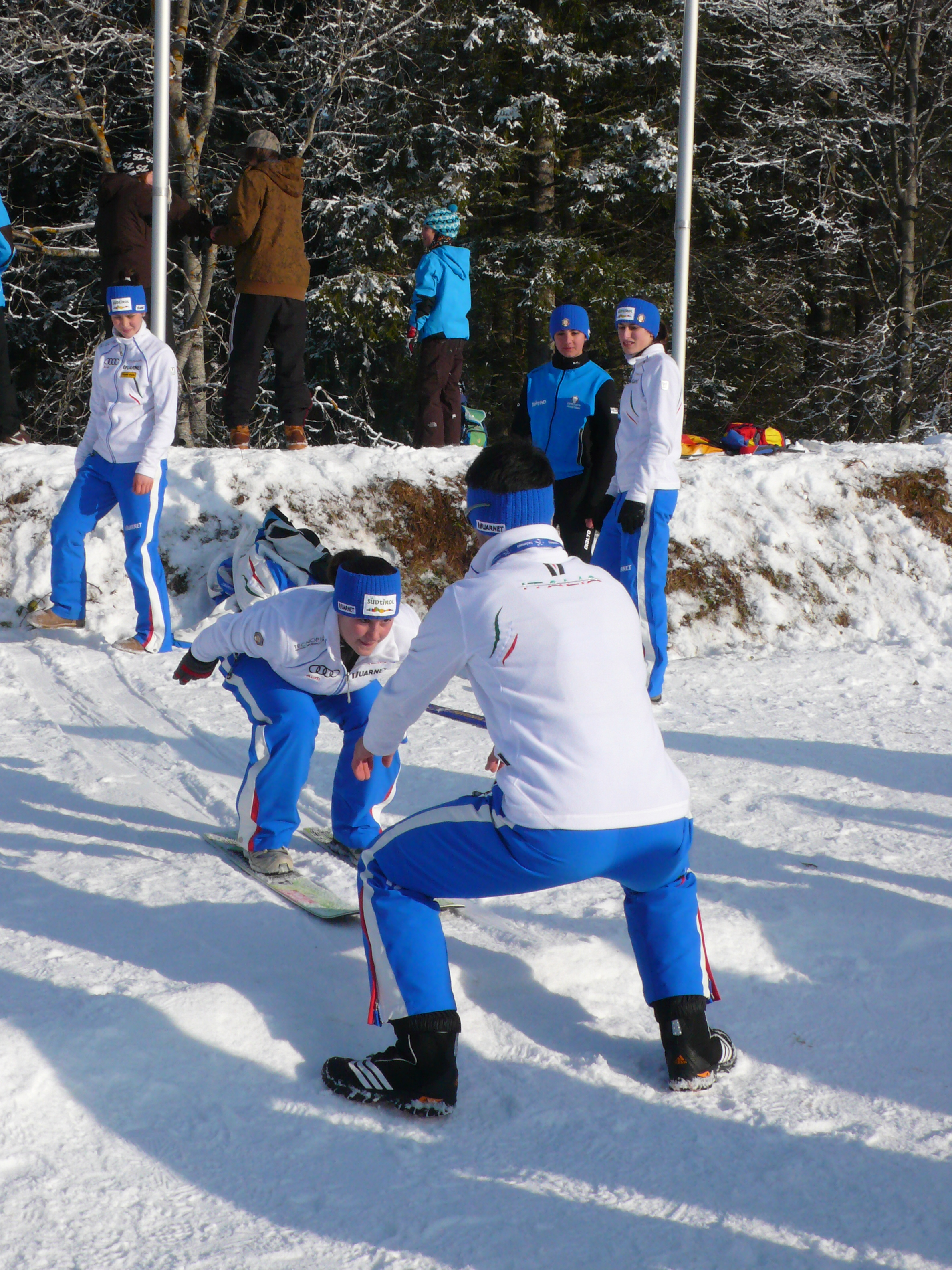
Fase 2 - Rincorsa. L'atleta assume la posizione di accelerazione e scivola verso un assistente posizionato di fronte a lei.
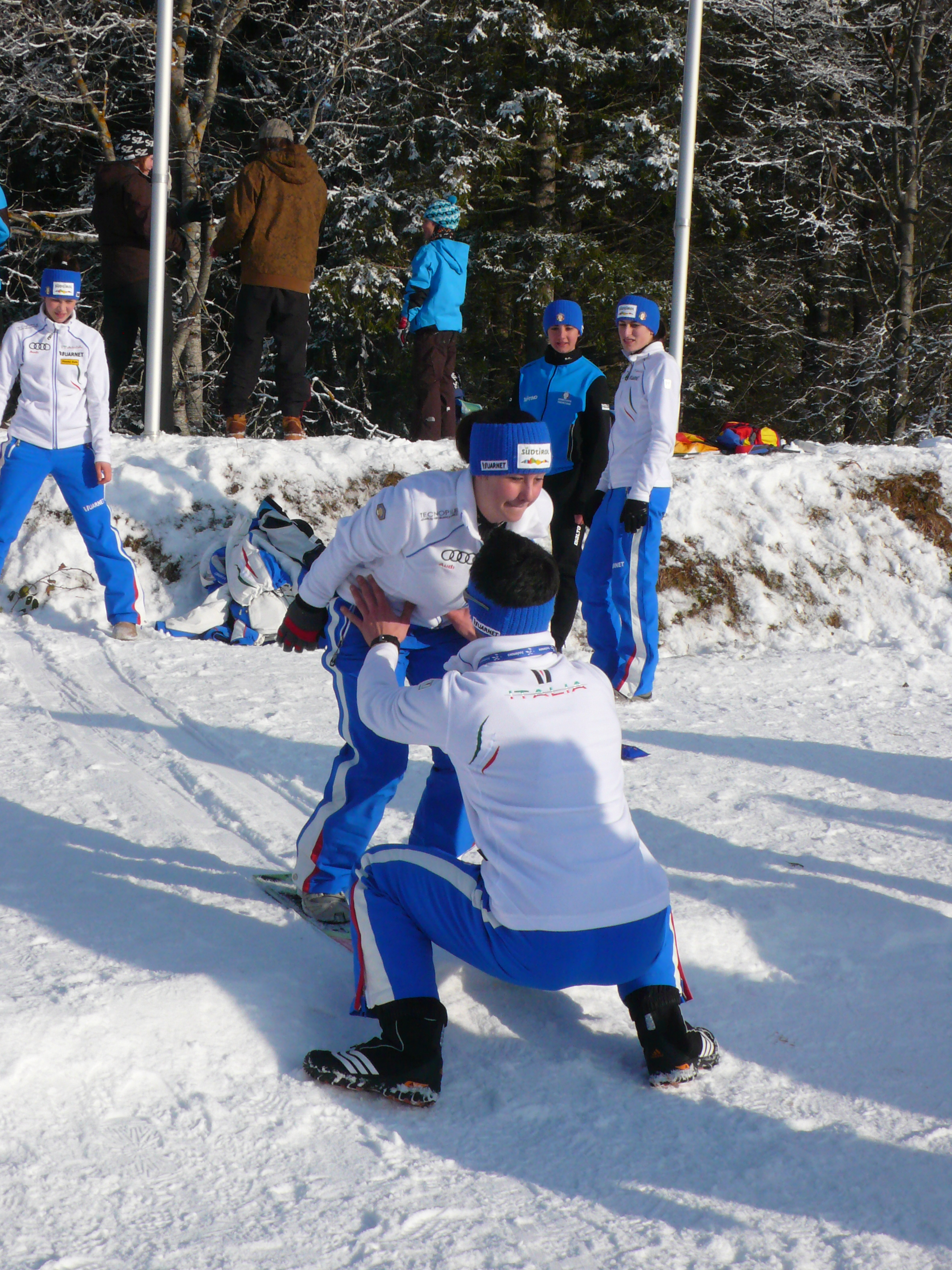
Fase 3 - Stacco. L'atleta si dà lo slancio distendendo il busto e le gambe e viene "raccolta" dall'assistente, che la solleva in aria.
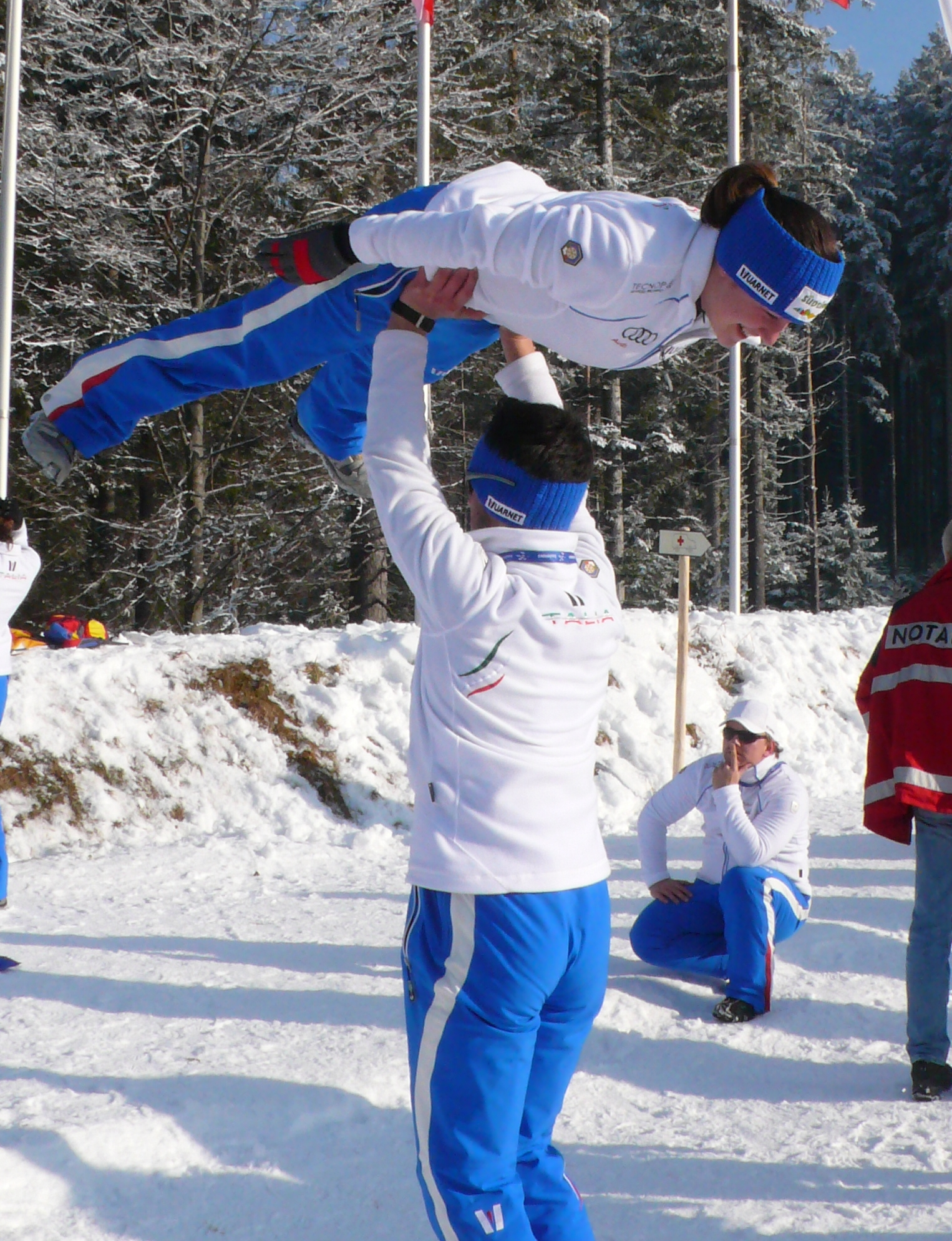
Fase 4 - Volo. L'atleta assume la posizione di volo, sempre sostenuta dall'assistente.
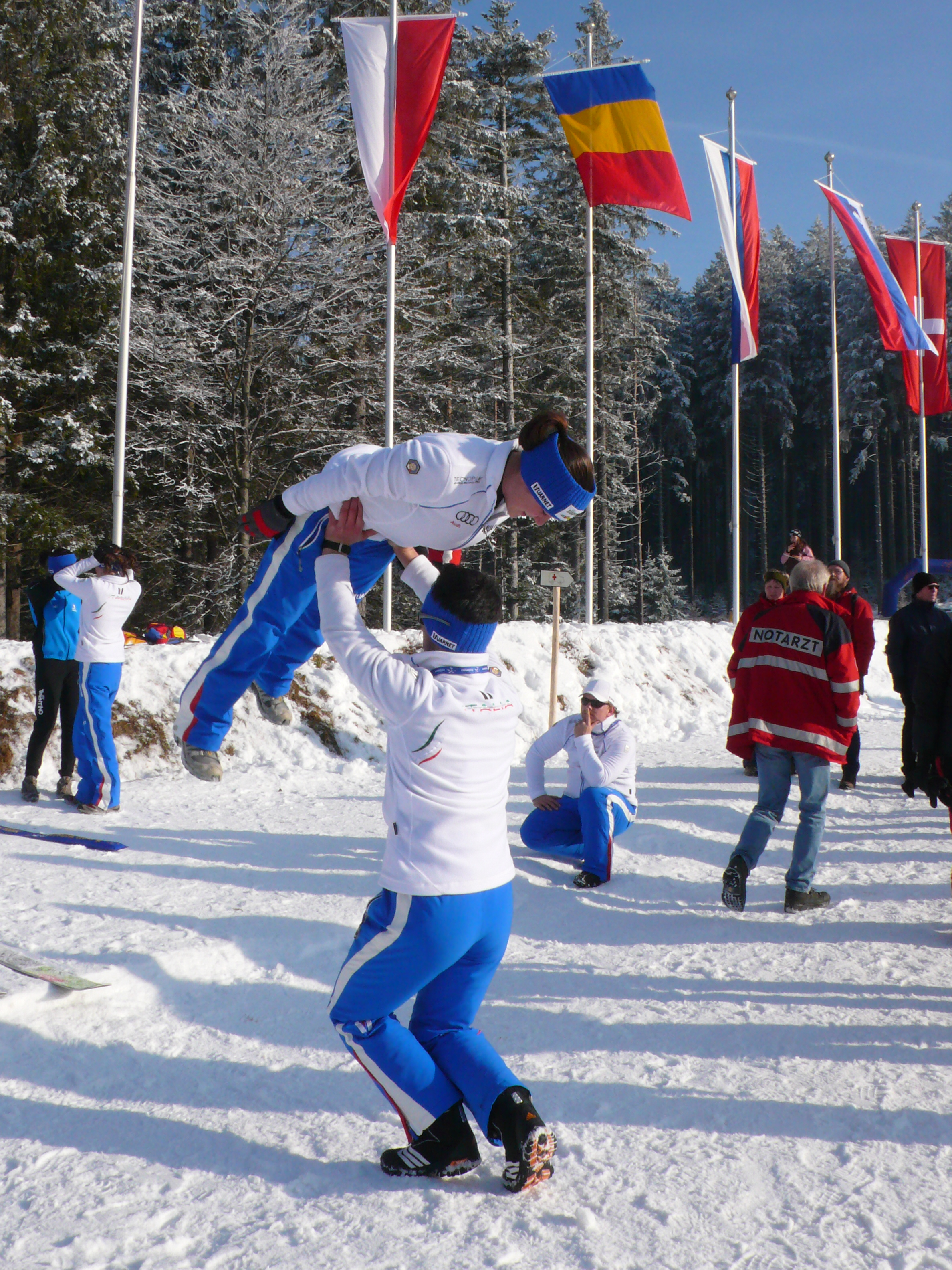
Fase 5 - Atterraggio. L'atleta riprende progressivamente la posizione eretta e si prepara ad eseguire il telemark, mentre l'assistente la ridepone al suolo.

## Record del mondo
Nel salto con gli sci, come in molti altri sport, la progressione nella lunghezza dei salti è legata all'evoluzione nella tecnica di esecuzione, nei metodi di allenamento, nei materiali e nei trampolini.
Il record del mondo appartiene a Domen Preuz, che il 30 marzo 2025 sul Letalnica di Planica (Slovenia) saltò 254,5 metri.

### Uomini
Il primo record del mondo ufficialmente registrato fu un salto di 23 metri nel 1879. Fu eseguito da un saltatore norvegese, come norvegesi furono tutti i saltatori che migliorarono progressivamente il record del mondo nei decenni successivi. Nel 1927 lo svizzero Bruno Trojani ruppe il dominio norvegese con un nuovo primato del mondo a 72 metri.
I 100 metri vennero superati nel 1936 dall'austriaco Sepp Bradl. Quasi quarant'anni dopo, nel 1967, il norvegese Lars Grini saltò oltre i 150 metri.
Nel 1994 sul trampolino di Planica (Slovenia), costruito appositamente per il volo con gli sci, l'austriaco Andreas Goldberger fu il primo a volare fino ai 200 metri, ma la caduta all'arrivo pregiudicò il riconoscimento della misura come record del mondo. Per gli annali il primo a volare e ad atterrare in piedi oltre i 200 metri fu il finlandese Toni Nieminen, sempre nel 1994.
Il norvegese Bjørn Einar Romøren il 20 marzo 2005 sempre sul trampolino di Planica è arrivato a 239 metri. Il saltatore è rimasto in volo per 7,7 secondi. Nella stessa gara, il finlandese Janne Ahonen è arrivato a 240 metri, ma essendo caduto all'arrivo la sua misura non è omologabile come primato.
L'11 febbraio 2011 a Vikersund il norvegese Johan Remen Evensen fu il primo a saltare oltre i 240 metri, stabilendo il nuovo record di 243 metri. La misura fu migliorata poco dopo dallo stesso Evensen, arrivato a 246,5 metri. Sullo stesso trampolino, il 14 febbraio 2015 lo sloveno Peter Prevc stabilì un nuovo record di 250,0 metri, che fu migliorato il giorno successivo dal norvegese Anders Fannemel con un salto di 251,5 metri. Il 18 marzo 2017 Stefan Kraft, sempre a Vikersund, ha raggiunto i 253,5 metri, mentre a 254 si è spinto il russo Dimitri Vassiliev, cadendo di schiena e quindi non risultando un record valido per gli annali.
Attualmente il record appartiene al saltatore sloveno Domen Prevc, che il 30 Marzo 2025 a Planica, durante l'ultima gara della Coppa del Mondo di salto con gli sci 2025, ha raggiunto la distanza di 254,5 metri. Curiosamente, nello stesso anno, sua sorella Nika Prevc  ha stabilito il record femminile.

### Donne
Pur in assenza di competizioni ufficiali, ci furono donne che si cimentarono nel salto con gli sci sin dagli inizi del XX secolo. La pioniera fu una nobildonna austriaca, la contessa Lamberg. Originaria di Kitzbühel, una delle più note località sciistiche delle Alpi, era una appassionata di sport invernali. Oltre allo sci alpino e allo sci di fondo, praticò anche il salto con gli sci, ottenendo la misura di 22 metri nel 1911.
Nel 1926 la norvegese Olga Balstad-Eggen arrivò a 26 metri. Negli anni trenta un'altra norvegese, Johanne Kolstad, realizzò una notevole progressione: da 32 metri nel 1931 arrivò fino a 72 metri nel 1938.
Trattandosi di una specialità non ufficiale, le notizie sul salto con gli sci femminile sono scarse e frammentarie.
Non si hanno ulteriori notizie dei risultati ottenuti da saltatrici donne fino agli anni settanta, quando la norvegese Anita Wold arrivò a saltare come apripista durante la Tournée dei quattro trampolini. Migliorò per tre volte il primato femminile fino a 97,5 metri, saltati nel 1976 a Sapporo (Giappone).
Il 29 marzo 1981 la finlandese Tiina Lehtola fu la prima donna a superare la barriera dei 100 metri, atterrando a 110 metri sul trampolino di Ruka, in Finlandia.
Il suo primato rimase imbattuto fino al 1994, quando l'austriaca Eva Ganster, ammessa come apripista nelle gare maschili dei XVII Giochi olimpici invernali, stabilì un nuovo primato con 113,5 metri. Eva Ganster fu anche la prima donna a cimentarsi nel volo con gli sci. Nel 1997, sul trampolino di volo di Bad Mitterndorf (in Austria) atterrò a 167 metri, misura grazie alla quale finì anche nel Guinness dei primati.
Il 28 gennaio 2003, sullo stesso trampolino, l'austriaca Daniela Iraschko è arrivata a 200 metri, nuovo primato del mondo femminile.
Finora la FIS non ha autorizzato nessuna donna a saltare dal trampolino di volo di Planica, dove sono stati ottenuti tutti i primati del mondo maschili dal 1985 al 2011.

## Saltatori celebri
- Janne Ahonen (Finlandia), vincitore di due Coppe del Mondo, cinque Tournée dei quattro trampolini.
- Simon Ammann (Svizzera), bi-campione olimpico sia a Salt Lake City 2002 che a Vancouver 2010, impresa mai raggiunta da nessun altro saltatore nella storia.
- Reidar Andersen (Norvegia), unico saltatore a vincere per tre volte di seguito la gara di Holmenkollen (1936, 1937, 1938)
- Jan Boklöv (Svezia), primo saltatore ad adottare la tecnica a V
- Sepp Bradl (Austria), il primo a saltare oltre i 100 metri nel 1936
- Eddie Edwards (Inghilterra), partecipò alle olimpiadi invernali del 1988 arrivando ultimo e diventò poi celebrità per la lezione di vita sportiva alle olimpiadi. La sua vita ha ispirato il film Eddie the Eagle - Il coraggio della follia.
- Andreas Goldberger (Austria), vincitore di tre Coppe del Mondo, un titolo mondiale e due Tournée dei quattro trampolini negli anni 1990
- Lars Grini (Norvegia), il primo a saltare oltre i 150 metri nel 1967
- Sven Hannawald (Germania), vincitore del 50ª Torneo dei quattro trampolini nel 2002, vincitore di tutte e quattro le gare in una sola edizione
- Adam Małysz (Polonia), l'unico ad aver vinto la Coppa del Mondo per tre anni di seguito (2001, 2002, 2003)
- Toni Nieminen (Finlandia), il primo primatista mondiale oltre i 200 metri nel 1994
- Matti Nykänen (Finlandia), vincitore di quattro ori olimpici, cinque titoli mondiali e 4 Coppe del Mondo negli anni 1980
- Peter Prevc (Slovenia), unico atleta a vincere Coppa del Mondo generale, coppa di volo, medaglia d'oro ai campionati mondiali di volo con gli sci e la Tournée dei quattro trampolini in un'unica stagione (2016). Detentore del record di vittorie in una sola stagione (15), di quello di podi in una sola stagione (22) e del record di punti in una singola stagione. Primo e unico atleta ad aggiudicarsi per 3 stagioni consecutive la coppa di volo. Primo atleta a raggiungere i 250 metri (2015).
- Helmut Recknagel (Germania Est), tre volte vincitore della Tournée dei quattro trampolini (1958, 1959, 1961)
- Gregor Schlierenzauer (Austria), il più giovane vincitore di una Coppa del Mondo,  detentore del record assoluto di vittorie in Coppa del Mondo (53)
- Martin Schmitt (Germania), vincitore di due Coppe del Mondo, quattro titoli mondiali, un oro olimpico tra il 1999 e il 2002
- Jens Weißflog (Germania), il primo a vincere per quattro volte la Tournée dei quattro trampolini (1984, 1985, 1991 e 1996)
- Bjørn Wirkola (Norvegia), tre volte vincitore della Tournée dei quattro trampolini (1967, 1968, 1969)
- Stefan Kraft (Austria), record del mondo sul trampolino Vikersundbakken di Vikersund con i 253,5 metri, detentore del record di podi in carriera in Coppa del Mondo.
- Kamil Stoch (Polonia), Vincitore di tre ori olimpici, due coppe del Mondo e due edizioni del Torneo dei quattro trampolini, nel 2017, nel 2018 e nel 2021. Nell'edizione 2018 vinse tutte e quattro le gare, secondo atleta, dopo Sven Hannawald a riuscire nell'impresa.
- Matti Hautamäki (Finlandia) vincitore di tre argenti olimpici e tre argenti mondiali, detentore del record mondiale di salto nel 2004 realizzato a Planica
- Jari Puikkonen (Finlandia) vincitore di 4 ori, di cui uno sul trampolino lungo, e 2 argenti mondiali, detentore dell'oro olimpico ottenuto nella gara a squadre di Calgary 1988